# Arimalam
Arimalam è una suddivisione dell'India, classificata come town panchayat, di 7.811 abitanti, situata nel distretto di Pudukkottai, nello stato federato del Tamil Nadu. In base al numero di abitanti la città rientra nella classe V (da 5.000 a 9.999 persone).

## Geografia fisica
La città è situata a 10° 16' 25 N e 78° 53' 40 E.

## Società

### Evoluzione demografica
Al censimento del 2001 la popolazione di Arimalam assommava a 7.811 persone, delle quali 3.809 maschi e 4.002 femmine. I bambini di età inferiore o uguale ai sei anni assommavano a 920, dei quali 463 maschi e 457 femmine. Infine, coloro che erano in grado di saper almeno leggere e scrivere erano 4.781, dei quali 2.706 maschi e 2.075 femmine.